# Temný oheň
Temný oheň (anglicky Dark Fire) je kniha britského spisovatele C. J. Sansoma, která vyšla v roce 2004.
V pořadí druhá kniha s právníkem Matthew Shardlakem.

## Obsah
Druhý příběh z tudorovské Anglie v létě roku 1540, které bylo nejteplejší v 16. století, se odehrává v Londýně. Matthew Shardlake si založil soukromou advokátní praxi a snaží se být z dohledu Thomase Cromwella. Tentokrát vyšetřuje obžalování mladé dívky z vraždy, ale vysoké politice se zcela nevyhne, díky jeho pověsti a důkladného vyšetřování si jej Cromwell opět povolá. V jednom ze zrušených klášterů se nalezl návod na starou, ale velice účinnou zbraň, tzv. řecký oheň. Případ se opět vyvíjí zcela překvapujícím způsobem a stopy sahají až do vysokých politických kruhů.
Kniha zobrazuje napínavé čtení a vystihuje ducha doby, plné náboženských sporů, touhy po moci a penězích a život vrstev anglické společnosti na přelomu středověku a novověku.

## Skutečnosti
Řecký oheň (též byzantinský oheň či tekutý oheň) byla zbraň používaná Byzantinci. Šlo o tekutou zápalnou směs, která hořela i ve styku s vodou (podle některých pramenů voda dokonce hoření podporovala). Předpokládá se, že ji vynalezl syrský uprchlík Kallinikos z Heliopole (Sýrie) někdy okolo roku 673. Byzantinci ji používali zejména v námořním boji.